# Willem De Bruyn

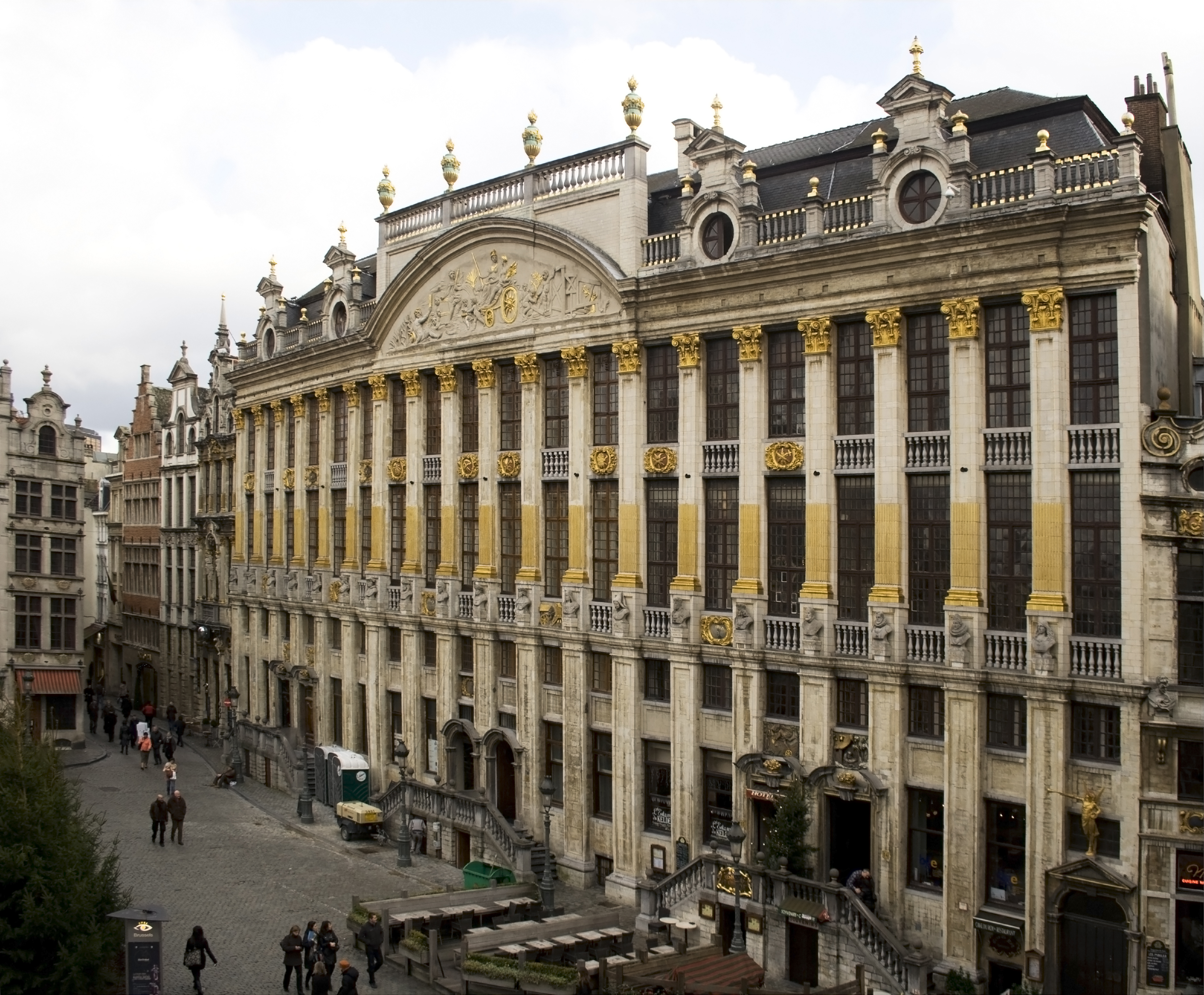
Het Huis van de Hertogen van Brabant dat de zuidoostelijke zijde van de Brusselse Grote Markt inneemt.

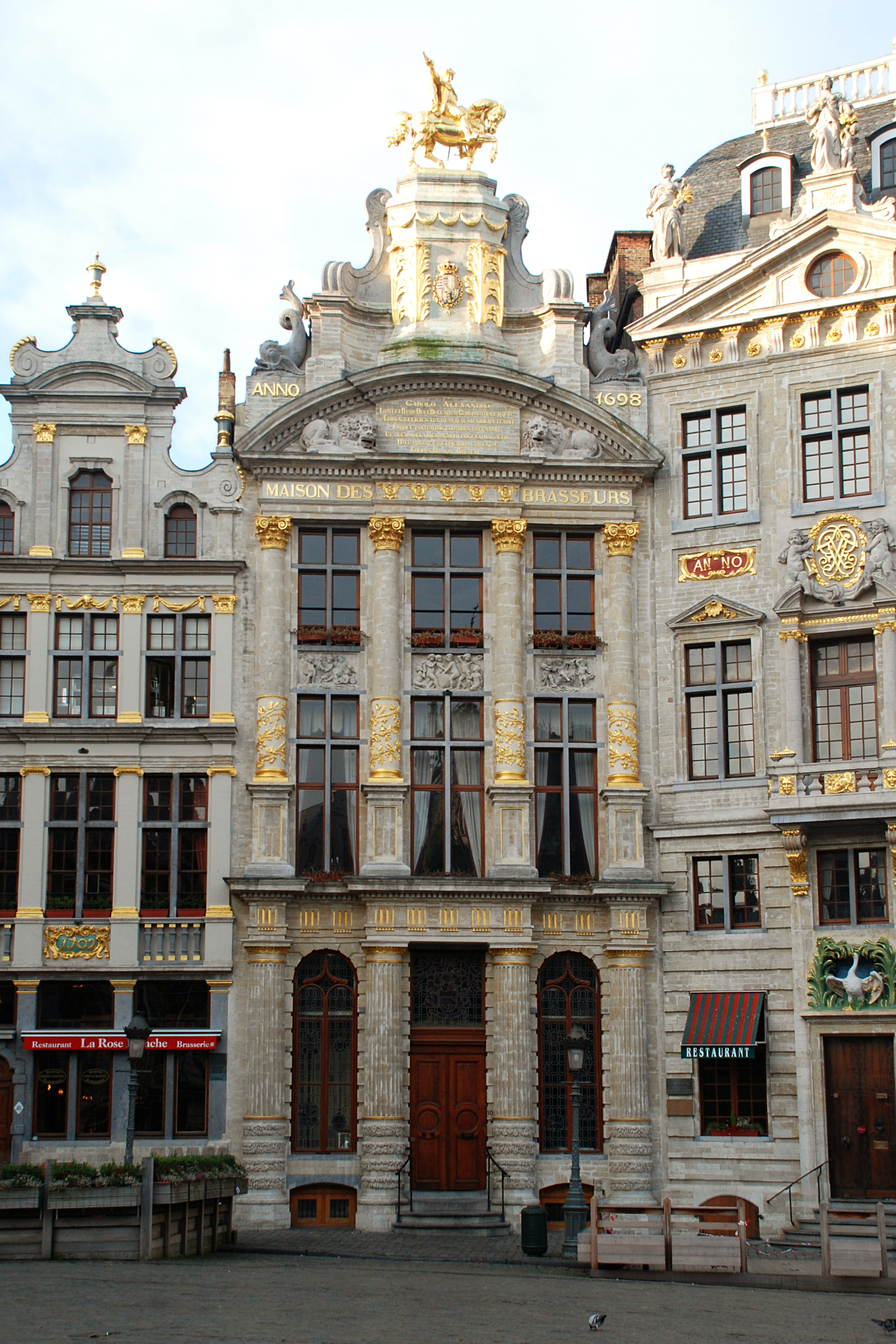
Gulden Boom

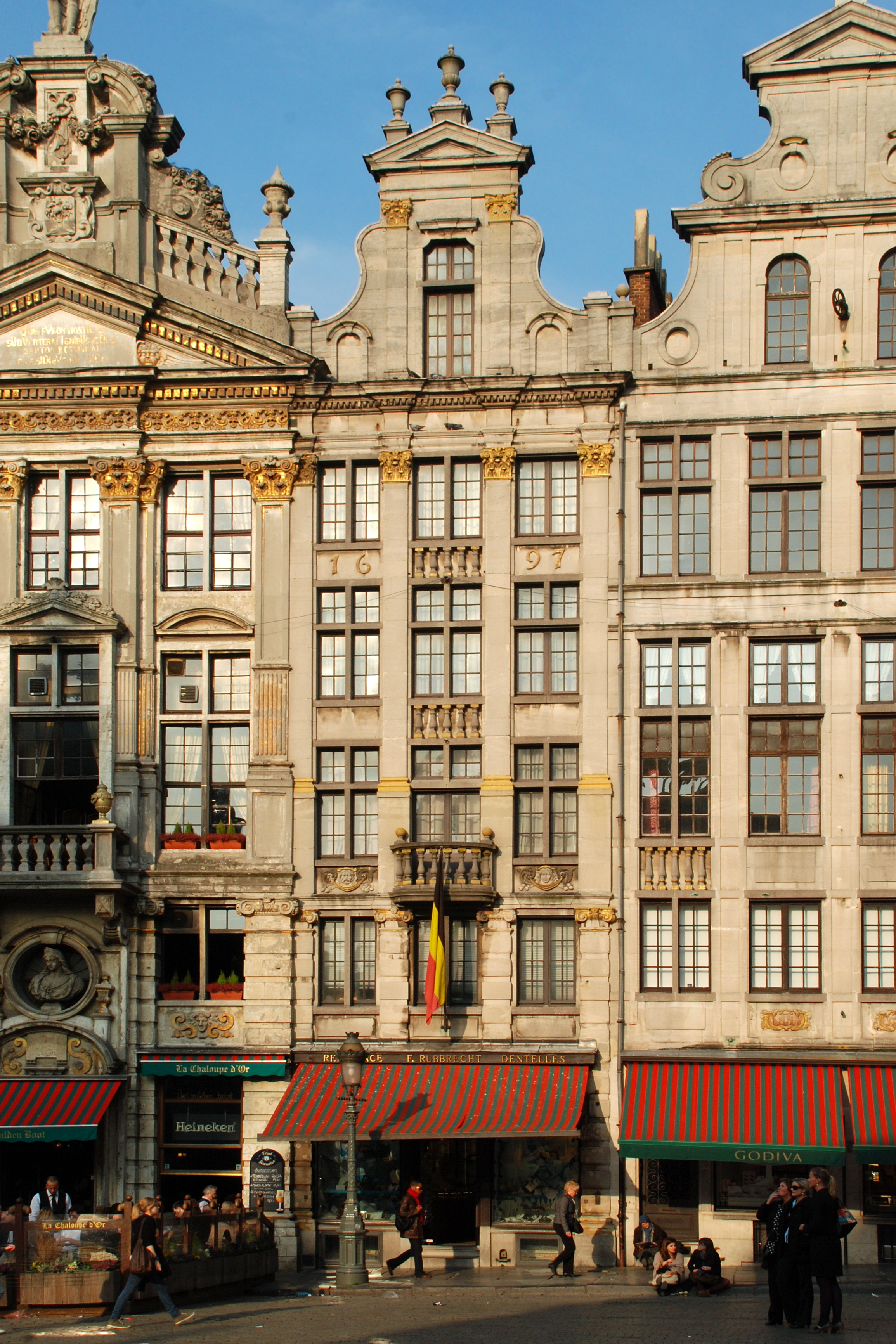
Den Engel

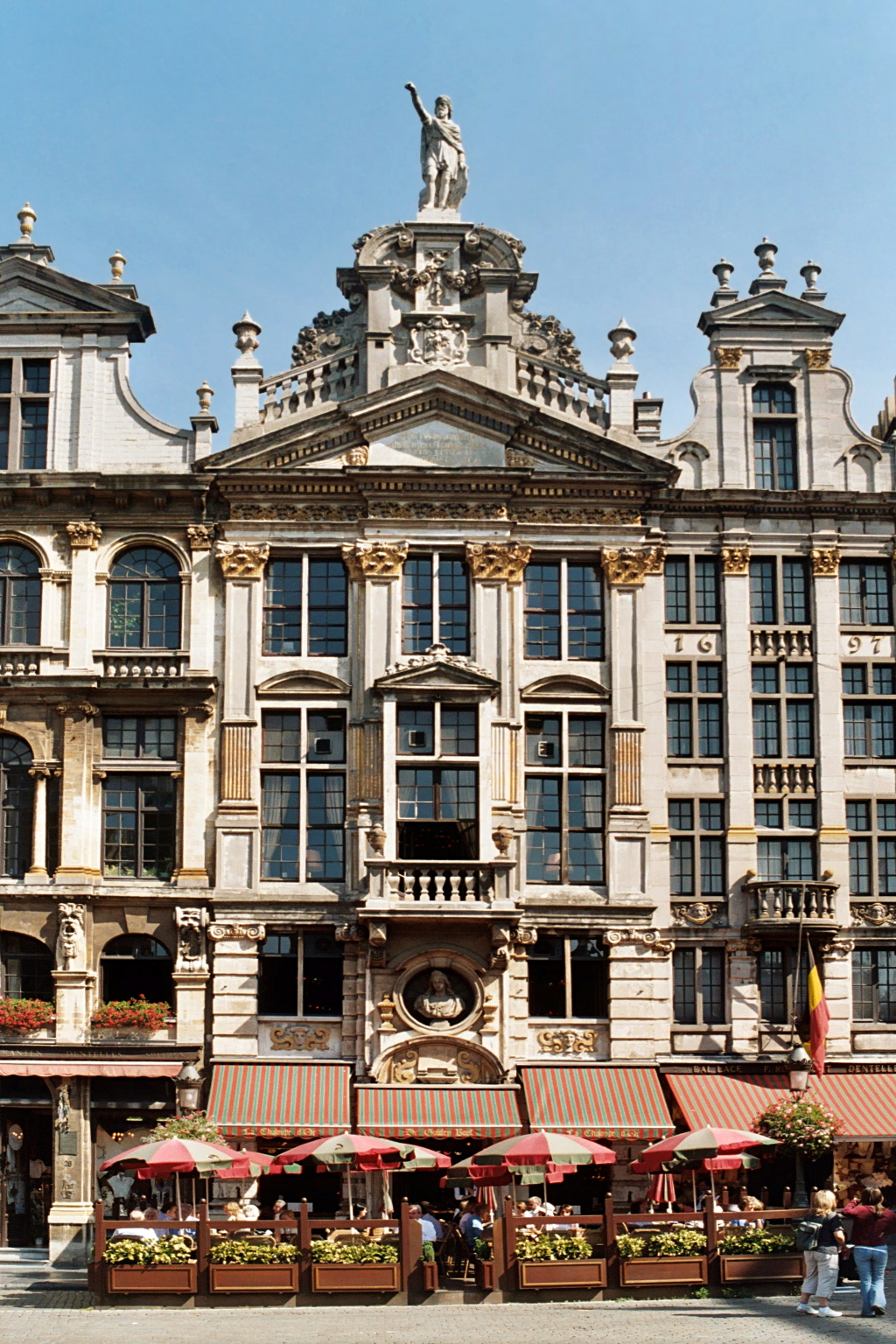
Gulden Boot

Willem of Guilliam de Bruyn (Brussel, gedoopt 31 maart 1649 – aldaar, 11 april 1719) was een Zuid-Nederlands architect. Hij was een van de sleutelfiguren in de heropbouw van de Grote Markt van Brussel na het verwoestende bombardement van 1695.

## Levensloop
De Bruyn werd gedoopt in de Sint-Goedelekerk op 31 maart 1649. Hij had dezelfde naam als zijn vader, die tot zijn dood in 1669 hofbouwmeester was geweest (meester metser van de hove en meester metser in Brabant). Willem junior volgde in zijn voetsporen en trok in het kader van zijn opleiding naar Italië. Na de dood van Willem senior werd hij op 5 september 1669 benoemd in diens functies, hoewel hij zichzelf ook dan al "architect" of "ingenieur des konings" noemde. Hij stond in hoog aanzien binnen zijn ambacht, dat hem in 1682 als raedsman afvaardigde naar het stadsbestuur.
Hij gaf dit mandaat op toen hij op 17 maart 1685 stadsarchitect werd (of "controleur der werken"), functie die hij ruim 34 jaar zou uitoefenen. Enkele jaren later gaf hij zijn Brabantse metserstitel op (opvolger Paul Martens benoemd op 19 oktober 1688). In die periode brak de Negenjarige Oorlog uit en hadden de Zuidelijke Nederlanden hun middelen nodig om zich te verdedigen tegen de gebiedshonger van de Zonnekoning. De bouwactiviteiten stonden op een laag pitje, tot diezelfde oorlog daar onverwacht verandering in bracht. De Fransen kwamen een derde van de stad aan puin schieten en stelden de stad voor een ongeziene heropbouwtaak. De Bruyn moest de uniformiserende aspiraties van landvoogd Max Emanuel verzoenen met het particularisme van de ambachten, die fier hun eigenheid wilden uitdrukken in steen. Zijn plan voor de reconstructie van de Grote Markt werd op 7 februari 1696 goedgekeurd door de stadsmagistraten. Ondanks hun relatieve soberheid getuigen zijn creaties van variatie en verbeeldingskracht.
Een van de plekken waar de landvoogd zijn visie kon doordrukken, was voor de aanleg van een nieuwe, rechte straat. Hij deed hiervoor een beroep op De Bruyn, die het tracé uitwerkte van deze Beierenstraat en het Beierenplein waarop ze uitliep. Hij ontwierp ook verschillende huizen.
Op het einde van zijn carrière kreeg De Bruyns professionele reputatie nog een knauw. Hij behoorde tot degenen die meenden dat de beschadigde Sint-Niklaastoren, gebruikt als belfort, nog stevig genoeg was om een nieuwe stenen spits te dragen. Zijn ontwerp werd uitgevoerd in 1713, maar het volgende jaar stortte de toren met groot geraas in. Mogelijk was het plaatsen van een zware beiaard daar niet vreemd aan.
Hoe dan ook bleef De Bruyn in functie tot zijn dood in 1719. Hij werd opgevolgd als stadsarchitect door Gillis van den Eynde (1721).

## Realisaties
De plannen van de volgende gebouwen zijn gesigneerd door Willem De Bruyn:
- Het Huis van de Hertogen van Brabant
- Het brouwershuis In den Gulden Boom
- Den Engel
- Den Gulden Boot

Het is wel geopperd dat zijn handtekening een akkoordverklaring van de stadsarchitect kan geweest zijn, en niet noodzakelijk inhield dat de plannen ook daadwerkelijk van zijn hand waren. Daar staat tegenover dat al deze gebouwen eenzelfde monumentale stijl hebben, met gebruik van de kolossale orde.
Andere gebouwen die aan De Bruyn worden toegeschreven:
- Het Groot Vleeshuis (1698). Dit gebouw, dat 37.533 Brabantse gulden had gekost, is verdwenen in 1917.
- De spits van de klokkentoren van de Sint-Niklaaskerk (1712-13)
- Het schip van de Onze-Lieve-Vrouw van Finisterrae
- De Sint-Marcoenkapel van Onze-Lieve-Vrouw-ter-Zavel
- De Onze-Lieve-Vrouw van Goede Bijstandkerk (voortzetting en afwerking 1685-1694)
- Theresianenklooster in Lier
- Verbouwing van de Notre-Dame de Basse-Wavre in Waver (1709-12)
- Beierenstraat en Beierenplein (huidige Dinantstraat en Dinantplein)

## Familie en bezit
Met zijn echtgenote Elisabeth van Mierloo had De Bruyn minstens twee kinderen: Jeanne-Dorothée en Caroline. Hij was welgesteld, zoals blijkt uit de leningen die hij aan de schatkist verstrekte (opgelopen tot 10.000 gulden in 1684). Zijn naam is vermeld op verschillende onroerende akten. Zo bezat hij een huis in de Priemstraat (waar hij een volderij onderbracht), twee andere rond de Bergstraat (het Wapen van Loven en de Vier Eemers) en een landhuis in Kapelle-op-den-Bos (S'Coninxsteen).